# ایستگاه هایبوری و ایزلینگتون
ایستگاه هایبوری و ایزلینگتون (انگلیسی: Highbury & Islington station) یکی از ایستگاه‌های خط ویکتوریا متروی لندن (زیرزمینی)، خط شمال لندن و خط شرق لندن (زمینی) و همین‌طور راه‌آهن انگلستان است.
این ایستگاه که در منطقه هرینگی لندن قرار دارد در سال ۱۸۷۲ میلادی تأسیس شده‌است.